# Соттиль, Андреа
Андреа Соттиль (итал. Andrea Sottil; род. 4 января 1974, Венария-Реале, Пьемонт) — итальянский футболист, защитник; тренер.

## Клубная карьера
Соттиль начал свою карьеру в «Торино» и дебютировал в Серии А 6 декабря 1992 года в матче против «Фоджи». В 1994 году присоединился к «Фиорентине», а затем в 1996 году перешёл в «Аталанту». В 1999 году стал игроком «Удинезе», где играл на континентальном уровне в Кубке УЕФА.
Летом 2003 года «Реджина» подписала с Соттилем соглашение о совместном владении вместе с товарищем по команде Гонсало Мартинесом. Летом 2005 года он был подписан «Катанией», в которой был основным игроком в первых двух сезонах, но сыграл всего 7 игр в сезоне 2007/2008 Серии A.
В августе 2008 года он был подписан «Римини». В июле 2009 года перешёл в «Алессандрию». Завершил карьеру в конце сезона 2010/11, сыграв за свою карьеру более 200 игр в Серии А.

## Карьера тренера
Вскоре после завершения карьеры футболиста Соттиль в июне 2011 года сдал тренерский экзамен категории 2 (UEFA A). Позже был назначен новым главным тренером клуба «Сиракуза» из Высшего дивизиона Профессиональной лиги с целью продвижения в Серию B.
В 2012 году был тренером «Губбио». В 2013 году был назначен тренером «Кунео». 7 января 2014 года был уволен. На следующий день Эцио Росси заменил Соттиля.
В 2015 году Соттиль вернулся в «Сиракузу». Летом 2017 года покинул клуб.
8 апреля 2018 года после увольнения ранее в том же сезоне он был повторно нанят «Ливорно».
5 июля 2018 года он был назначен новым тренером «Катании». 2 июля 2019 года был уволен.
7 июля 2020 года он занял свою первую руководящую должность в Серии B, будучи назначенным преемником Николы Легротталье у руля «Пескары» в последней попытке спасти клуб от вылета.
23 декабря 2020 года он занял пост нового главного тренера команды «Асколи», находящейся под угрозой вылета, став третьим тренером «бьянконери» в сезоне. После двух сезонов и выхода в плей-офф продвижения в своём последнем сезоне, 6 июня 2022 года Соттил покинул клуб по обоюдному согласию. На следующий день он был объявлен новым главным тренером клуба «Удинезе».
30 августа 2024 года назначен главным тренером «Сампдории» (Серия B). Контракт подписан до 30 июня 2025 года с возможностью продления ещё на год. Уже в начале декабря был уволен из-за плохих результатов.

## Личная жизнь
Его сын Риккардо дебютировал в Серии А за «Фиорентину» в сезоне 2018/19.

## Статистика тренера
| Команда     | Страна | С                | До              | Результат | Результат | Результат | Результат | Результат | Результат | Результат | Результат |
| Команда     | Страна | С                | До              | И         | В         | Н         | П         | ГЗ        | ГП        | РГ        | Поб. %    |
| ----------- | ------ | ---------------- | --------------- | --------- | --------- | --------- | --------- | --------- | --------- | --------- | --------- |
| Сиракуза    | Италия | 25 июня 2011     | 23 июня 2012    | 39        | 19        | 10        | 10        | 51        | 39        | +12       | 048,72    |
| Губбио      | Италия | 23 июня 2012     | 23 июня 2013    | 33        | 12        | 7         | 14        | 40        | 47        | −7        | 036,36    |
| Кунео       | Италия | 11 июля 2013     | 7 января 2014   | 24        | 8         | 11        | 5         | 34        | 26        | +8        | 033,33    |
| Паганезе    | Италия | 7 октября 2014   | 30 июня 2015    | 31        | 7         | 12        | 12        | 27        | 37        | −10       | 022,58    |
| Сиракуза    | Италия | 24 сентября 2015 | 13 июня 2017    | 77        | 38        | 20        | 19        | 120       | 82        | +38       | 049,35    |
| Ливорно     | Италия | 6 июля 2017      | 6 марта 2018    | 29        | 16        | 7         | 6         | 49        | 30        | +19       | 055,17    |
| Ливорно     | Италия | 8 марта 2018     | 19 марта 2018   | 2         | 1         | 0         | 1         | 3         | 3         | +0        | 050,00    |
| Ливорно     | Италия | 8 апреля 2018    | 3 июля 2018     | 6         | 3         | 2         | 1         | 12        | 11        | +1        | 050,00    |
| Катания     | Италия | 6 июля 2018      | 25 февраля 2019 | 31        | 18        | 5         | 8         | 48        | 23        | +25       | 058,06    |
| Катания     | Италия | 6 мая 2019       | 2 июля 2019     | 5         | 1         | 4         | 0         | 9         | 6         | +3        | 020,00    |
| Пескара     | Италия | 7 июля 2020      | 28 августа 2020 | 8         | 2         | 3         | 3         | 8         | 9         | −1        | 025,00    |
| Асколи      | Италия | 23 декабря 2020  | 6 июня 2022     | 64        | 29        | 16        | 19        | 80        | 70        | +10       | 045,31    |
| Удинезе     | Италия | 7 июня 2022      | 24 октября 2023 | 49        | 13        | 19        | 17        | 60        | 66        | −6        | 026,53    |
| Салернитана | Италия | 20 июня 2024     | 2 июля 2024     | 0         | 0         | 0         | 0         | 0         | 0         | +0        | —         |
| Сампдория   | Италия | 30 августа 2024  | 9 декабря 2024  | 14        | 4         | 5         | 5         | 18        | 22        | −4        | 028,57    |
| Модена      | Италия | 1 июля 2025      |                 | 1         | 0         | 0         | 1         | 0         | 1         | −1        | 000,00    |
| Итог        | Итог   | Итог             | Итог            | 413       | 171       | 121       | 121       | 559       | 472       | +87       | 041,40    |

## Достижения

### Как игрок

#### «Фиорентина»
- Обладатель Кубка Италии: 1995/96

#### «Удинезе»
- Обладатель Кубка Интертото: 2000

### Индивидуальные
- Тренер месяца Серии A: Сентябрь 2022